# Мада (Хунедоара)
Мада (рум. Mada) насеље је у Румунији у округу Хунедоара у општини Балша. Oпштина се налази на надморској висини од 346 m.

## Становништво
Према подацима из 2002. године у насељу је живело 90 становника, од којих су сви румунске националности.